# 米凯莱·蒙蒂
米凯莱·蒙蒂（義大利語：Michele Monti，1970年6月5日—2018年12月8日），意大利男子柔道运动员。曾获得1997年巴黎柔道世锦赛铜牌，也参加过2000年悉尼奥运和2004年雅典奥运。

## 生平
2018年12月8日去世，享年48岁。

## 战绩
| 年份   | 比赛           | 名次 | 重量级            |
| ------ | -------------- | ---- | ----------------- |
| 2005年 | 欧洲柔道锦标赛 | 7    | 半重量级(100公斤) |
| 2004年 | 欧洲柔道锦标赛 | 3    | 半重量级(100公斤) |
| 2003年 | 世界柔道锦标赛 | 5    | 半重量级(100公斤) |
| 2001年 | 地中海运动会   | 3    | 半重量级(100公斤) |
| 1997年 | 世界柔道锦标赛 | 3    | 中量级(86公斤)    |
| 1997年 | 地中海运动会   | 1    | 中量级(86公斤)    |